# Paramystaria decorata
Paramystaria decorata är en spindelart som beskrevs av Roger de Lessert 1919. Paramystaria decorata ingår i släktet Paramystaria och familjen krabbspindlar. Inga underarter finns listade i Catalogue of Life.